# Rustem paša
Rustem paša (turško: Rüstem Paşa) * okoli 1500, Skradin, Osmansko cesarstvo (danes Hrvaška), † 10. julij 1561, Carigrad, Osmansko cesarstvo (danes Turčija).
Rustem Pašo so kot otroka odpeljali v Konstantinopel (današnji Carigrad), kjer je zgradil vojaško in uradniško kariero. Bil je zelo dobro izobražen. Bil je pomemben državni uradnik Osmanskega cesarstva in kasneje dvakrat (1544-1553 in 1555-1561) veliki vezir sultana Sulejmana Veličastnega. Znan je tudi kot Damat Rustem paša (damat naj bi pomenil zet Osmanske rodbine, saj je bil Rustem poročen s hčerjo sultana Sulejmana Veličastnega sultanko Mihrimah).

## Življenjepis
Osmanski viri govorijo o Rustemu kot Hrvatu. Tayib Osman-zade Ahmed, pisec dela Hadikatul vuzara in turške enciklopedije Kamus-ul-alam, Rustema omenja kot Hrvata. Turški zgodovinopisec Mustafa Âlî ga omenja kot Hrvata, medtem ko številni drugi viri navajajo različne hrvaške, bosanske ali srbske rojstne kraje ali rodove.
Rustem paša se je morda rodil v Skradinu. Ko je bil star 9 let, so ga pripeljali v Konstantinopel, kjer je študiral na Enderunu, inštitutu za izobraževanje/indoktrinacijo nadarjenih fantov, ki so jih prek Devširme (Krvni davek) prisilno odvzeli od krščanskih staršev na Balkanu. Na koncu so diplomanti lahko govorili, brali in pisali vsaj tri jezike, razumeli so najnovejše dosežke na področju znanosti, financ in se odlično izkazali v poveljevanju vojske in v bližnjem boju. To je bil popoln začetek za kariero v vojski in birokraciji. Leta 1526 je Rüstem sodeloval v bitki pri Mohaču kot silahdar (nosilec orožja v konjeniški diviziji). Silahdarji so bili elitna divizija osmanske vojske. Člani te divizije bi lahko postali tudi navadni vojaki (nearistokrati), če bi se izkazali za izjemno pogumne in zveste.
Rüstem svojo kariero dolguje podpori Hurrem Sultan, bil je izjemno ambiciozen. Nekaj let pozneje je Rüstem napredoval do mirahur-i evvel aga (glavni nadzornik sultanovih konj) in rikab-dar (držalec stremena, ko se je vladar usedel na konja). Mirahur je spremljal sultana med njegovimi potovanji, zato je sultan Rustema poznal že dolgo, preden ga je imenoval, verjetno po navdihu Hurrem, vzgojiteljice njegovih sinov. Pri tej odločitvi je nanj zagotovo vplival Rüstemov značaj. Večina zgodovinskih virov opisuje Rüstema kot razumnega in umirjenega človeka z izostrenim intelektom, ki je vedno hladen in je vedno brezpogojno predan svojemu vladarju. Te značilnosti so odražale Rüstemovo vero in so Rüstema, Sulejmana Veličastnega in slavnega pravnika Ebussuuda Efendija (Mehmed Ebussuud Efendi) trajno zbližale. Rüstem je bil sunit in je imel raje duhovni red sunitskega islama sufizem Naqshbandi
26. novembra 1539 se je poročil z sultanko Mihrimah, edino hčerjo Sulejmana Veličastnega. Rustem paša je bil veliki vezir med letoma 1544-1553 in 1555-1561 do svoje smrti. Njegov brat Sinan paša je bil poveljnik osmanske vojne mornarice. 
Kot veliki vezir si je pridobil veliko bogastva in del tega je namenil za javne stavbe, mošeje ter dobrodelne ustanove. Celo Rüstemovi zapriseženi nasprotniki so priznavali, da se nikoli ni hvalil s svojim bogastvom ali močjo (čeprav je bil človek bogastva) in da je bil prvi veliki vezir v zgodovini Osmanskega cesarstva, ki je pomembno prispeval k razvoju države iz lastnih sredstev. Po večini pričevanj iz obdobja (razen Šehzade Mustafa Mersiyesija Taşlıcalıja Yahya Beya) je Rüstem veljal za enega redkih državnih dostojanstvenikov, ki niso jemali podkupnin. Kljub temu sta ga Rüstemov slavni gospodarski talent in skromen način življenja, ki ga je sultan zelo cenil, obogatel še pred poroko z Mihrimah Sultan. Rüstem je v svoji zadnji oporoki (del nagradne listine iz leta 1561) popisal vsako podrobnost svojega premoženja, da bi po svoji smrti zavaroval svoje velike temeljne projekte. Rüstemova oporoka natančno določa, kateri del njegovega premoženja pripada državi, njegovim ustanovam, fundaciji Hurrem Sultan in Mihrimahovim ustanovam, kaj zapusti svoji ženi Mihrimah in njuni hčerki Ayşe Hümaşah Sultan. Svojo ženo Mihrimah Sultan določi za izvršiteljico svoje zadnje volje in svojo hčer Ayşe Hümaşah za izvršiteljico in upraviteljico svojih fundacij.
Na njegovih zemljiščih so bili zgrajeni brezplačni mostovi, ceste, pokrite bazarje, kašče, kopališča, hospici, karavanseraji, samostani, šole in razne druge ustanove v javno korist. Njihovo financiranje je bilo v veliki meri zagotovljeno z oddajo posesti v zakup. Podpiral je kmetijstvo, ustanovil nove trgovske centre, kot so bazar v Sarajevu ali tovarne svile v Bursi in Konstantinoplu, socialne in izobraževalne ustanove. Domače gospodarstvo je razvijal s spodbujanjem večjih javnih del in zgradil sodobno infrastrukturo: trgovske poti in vodovodna omrežja v Konstantinoplu, Meki in Jeruzalemu.
V zakladnici je našel tudi dovolj denarja, da bi uresničil Sulejmanove sanje (mošeja Sulejmanija, 1550–57) ter financiral druge monumentalne arhitekturne projekte, ki jih je uresničil legendarni Mimar Sinan. Da bi zmanjšali protekcionizem v državni upravi, je bila uvedena uradna obročna taksa, ki se je zaplenila ob zlorabi pooblastil. Rüstemova reforma vojske je ostala nedokončana. Ko je umrl v Carigradu 10. julija 1561, je njegovo osebno premoženje vključevalo 815 dežel v Rumeliji in Anatoliji, 476 mlinov, 1700 sužnjev, 2900 vojnih konj, 1106 kamel, 800 zlatovezov, svete Korane, 500 knjig, 130 vrst oklepov, 860 zlato vezenih mečev, 1500 srebrnih tolg, 1000 srebrnih kroglic, 33 dragocenih draguljev itd.
Rustem paša je umrl po dolgi bolezni 10. julija 1561 zaradi hidrocefalusa. Pokopan je bil v mošeji Şehzade, posvečeni Sulejmanovemu najljubšemu sinu princu Mehmedu (1520-1543), ker njegov sanjski projekt, mošeja Rustem paše, še ni bila zgrajena. Njegova grobnica je poleg grobnice Şehzade Mehmeda.
Osmanski dvorni arhitekt Mimar Sinan je med letoma 1561 in 1563 zgradil mošejo Rustema paše (turško Rüstem Paşa Camii) v čast pokojnemu velikemu vezirju.

## Otroci
Skupaj z sultanko Mihrimah je imel 3 otroke; 1 hčer ter 2 sinova:
- sultanka Ajše Humašah (turško Ayşe Hümaşah Sultan)
- Sultanzade Murad beg (turško Sultanzade Murad Bey)
- Sultanzade Mehmed beg (turško Sultanzade Mehmed Bey)

## Televizija
Rustem paša je upodobljen v najuspešnejši turški seriji vseh časov Sulejmanu Veličastnem (turško Muhteşem Yüzyıl) s strani priznanega turškega igralca Ozana Güvena.

## Poglejte tudi
- Seznam Osmanskih velikih vezirjev